# Olympische Winterspiele 2014/Nordische Kombination

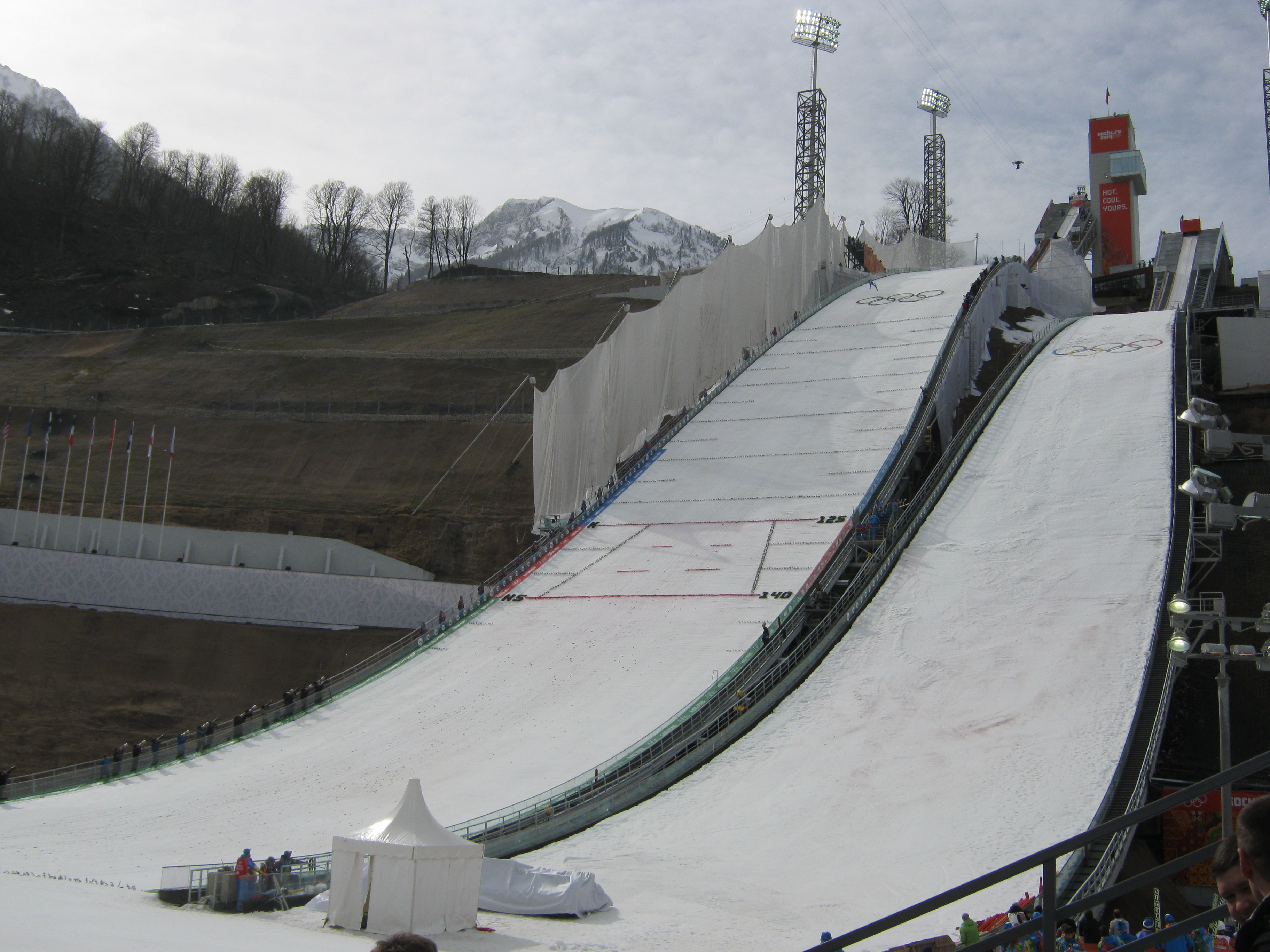
Die Sprungschanzen im RusSki Gorki Skisprungzentrum

Bei den XXII. Olympischen Winterspielen 2014 in Sotschi fanden drei Wettbewerbe in der Nordischen Kombination statt. Austragungsort war das Skisprungzentrum RusSki Gorki im Ortsteil Esto-Sadok von Krasnaja Poljana.

## Wettbewerbe und Austragungsmodus
Nachdem es in den Jahren des neuen Jahrtausends zahlreiche Änderungen im Wettbewerbskatalog der Nordischen Kombination gegeben hatte, wurden die Disziplinen hier in Sotschi in derselben Form ausgetragen wie bei den vorangegangenen Spielen in Vancouver. Der bei den Weltmeisterschaften 2013 in Val di Fiemme erstmals ins Programm aufgenommene und von da an bei Weltmeisterschaften regelmäßig durchgeführte Teamsprint kam hier in Sotschi und auch bei den nachfolgenden Olympischen Spielen nicht ins Wettbewerbsangebot.
So wurden folgende drei Wettbewerbe nach folgenden Regeln ausgetragen:
- Normalschanze / 10-km-Langlauf: Die Teilnehmer absolvierten einen Sprung auf der Normalschanze. Entschieden wurde der Wettkampf mit einem Langlauf über 10 Kilometer per Gundersen-Methode. Der Lauf fand am selben Tag statt wie das Springen.[1]
- Großschanze / 10-km-Langlauf: Dieser Wettbewerb unterlag im Prinzip denselben Regeln wie der Wettbewerb auf der Normalschanze, nur wurde hier auf der Großschanze gesprungen. Die Teilnehmer absolvierten einen Sprung auf der Großschanze. Entschieden wurde der Wettkampf mit einem Langlauf über 10 Kilometer per Gundersen-Methode. Der Lauf fand am selben Tag statt wie das Springen.[2]
- Teamwettbewerb: Jedes Team bestand wie seit den Spielen 1998 aus vier Athleten, die allerdings nur noch einen Sprung absolvierten. Gesprungen wurde wie bei den vorangegangenen Spielen von der Großschanze. Zur Entscheidung kam es durch eine 4 × 5-km-Langlaufstaffel, durchgeführt per Gundersen-Methode.[3]

## Nachhaltigkeitsprobleme und Kostenexplosion
Weitreichende Probleme gab und gibt es mit der Nachnutzung erbauter Sportstätten, mit Eingriffen in die Natur und hinsichtlich all dem, das den Menschen in Sotschi nach Beendigung der Spiele blieb und bleibt.
Darüber hinaus sprengten die Kosten jeden Rahmen. Mit 50,8 Milliarden Dollar lagen die finanziellen Aufwendungen höher als bei allen 21 vorher ausgetragenen Winterspielen zusammen.

## Quotenplätze
| Nation      | Anzahl | Athleten                                                                              |
| ----------- | ------ | ------------------------------------------------------------------------------------- |
| Deutschland | 05     | Eric Frenzel, Tino Edelmann, Björn Kircheisen, Fabian Rießle, Johannes Rydzek         |
| Estland     | 03     | Kristjan Ilves, Han-Hendrik Piho, Karl-August Tiirmaa                                 |
| Finnland    | 04     | Ilkka Herola, Mikke Leinonen, Janne Ryynänen, Eetu Vähäsöyrinki                       |
| Frankreich  | 05     | François Braud, Hugo Buffard, Sébastien Lacroix, Maxime Laheurte, Jason Lamy Chappuis |
| Italien     | 05     | Armin Bauer, Samuel Costa, Giuseppe Michielli, Alessandro Pittin, Lukas Runggaldier   |
| Japan       | 05     | Taihei Katō, Yūsuke Minato, Hideaki Nagai, Akito Watabe, Yoshito Watabe               |
| Norwegen    | 05     | Jørgen Graabak, Håvard Klemetsen, Mikko Kokslien, Magnus Krog, Magnus Moan            |
| Österreich  | 05     | Christoph Bieler, Wilhelm Denifl, Bernhard Gruber, Lukas Klapfer, Mario Stecher       |
| Polen       | 01     | Adam Cieślar                                                                          |
| Russland    | 04     | Jewgeni Klimow, Nijas Nabejew, Iwan Panin, Ernest Jachin                              |
| Schweiz     | 01     | Tim Hug                                                                               |
| Slowenien   | 03     | Gašper Berlot, Marjan Jelenko, Mitja Oranič                                           |
| Tschechien  | 04     | Pavel Churavý, Miroslav Dvořák, Tomáš Portyk, Tomáš Slavík                            |
| Ukraine     | 01     | Wiktor Passitschnyk                                                                   |
| USA         | 04     | Bill Demong, Bryan Fletcher, Taylor Fletcher, Todd Lodwick                            |
| Gesamt      | 55     |                                                                                       |

Die zehn Nationen mit mindestens vier Quotenplätzen hatten die Möglichkeit, am Teamwettkampf teilzunehmen.

## Bilanz

### Medaillenspiegel
| Platz | Land        | Gold | Silber | Bronze | Gesamt |
| ----- | ----------- | ---- | ------ | ------ | ------ |
| 1     | Norwegen    | 2    | 1      | 1      | 4      |
| 2     | Deutschland | 1    | 1      | 1      | 3      |
| 3     | Japan       | –    | 1      | –      | 1      |
| 4     | Österreich  | –    | –      | 1      | 1      |

### Medaillengewinner
| Konkurrenz              | Gold                                                                         | Silber                                                                              | Bronze                                                                              |
| ----------------------- | ---------------------------------------------------------------------------- | ----------------------------------------------------------------------------------- | ----------------------------------------------------------------------------------- |
| Gundersen Normalschanze | Eric Frenzel                                                                 | Akito Watabe                                                                        | Magnus Krog                                                                         |
| Gundersen Großschanze   | Jørgen Graabak                                                               | Magnus Moan                                                                         | Fabian Rießle                                                                       |
| Teamwettkampf           | Norwegen 000Jørgen Graabak 000Håvard Klemetsen 000Magnus Krog 000Magnus Moan | Deutschland 000Eric Frenzel 000Björn Kircheisen 000Fabian Rießle 000Johannes Rydzek | Österreich 000Christoph Bieler 000Bernhard Gruber 000Lukas Klapfer 000Mario Stecher |

## Gundersen-Wettkampf Normalschanze / 10-km-Langlauf

### Ergebnis
| Rang | Land | Athlet            | Springen    | Langlauf              | Endzeit [min] |
| Rang | Land | Athlet            | Pkte. (Pl.) | Nettozeit [min] (Pl.) | Endzeit [min] |
| ---- | ---- | ----------------- | ----------- | --------------------- | ------------- |
| 01   | GER  | Eric Frenzel      | 131,5 0(1)  | 23:50,2 0(12)         | 23:50,2       |
| 02   | JPN  | Akito Watabe      | 130,0 0(2)  | 23:48,4 0(10)         | 23:54,4       |
| 03   | NOR  | Magnus Krog       | 115,8 (20)  | 22:55,3 00(2)         | 23:58,3       |
| 04   | ITA  | Alessandro Pittin | 113,4 (25)  | 22:47,5 00(1)         | 23:59,5       |
| 05   | NOR  | Magnus Moan       | 119,4 (15)  | 23:14,9 00(4)         | 24:02,9       |
| 06   | GER  | Johannes Rydzek   | 121,2 (12)  | 23:26,5 00(8)         | 24:07,5       |
| 07   | ITA  | Lukas Runggaldier | 115,7 (21)  | 23:06,9 00(3)         | 24:09,9       |
| 08   | GER  | Fabian Rießle     | 116,5 (19)  | 23:19,6 00(6)         | 24:19,6       |
| 09   | GER  | Tino Edelmann     | 124,0 (=5)  | 23:57,2 0(16)         | 24:27,2       |
| 10   | NOR  | Håvard Klemetsen  | 122,7 0(9)  | 23:53,4 0(14)         | 24:28,4       |
| 11   | AUT  | Christoph Bieler  | 121,9 (11)  | 23:52,4 0(13)         | 24:30,4       |
| 12   | AUT  | Lukas Klapfer     | 124,0 (=5)  | 24:24,5 0(26)         | 24:54,5       |
|      |      |                   |             |                       |               |
| 14   | ITA  | Armin Bauer       | 107,3 (35)  | 23:19,7 00(7)         | 24:56,7       |
| 18   | AUT  | Mario Stecher     | 114,6 (23)  | 23:54,8 0(15)         | 25:02,8       |
| 19   | AUT  | Wilhelm Denifl    | 117,6 (16)  | 24:10,4 0(24)         | 25:06,4       |
| 27   | SUI  | Tim Hug           | 106,5 (38)  | 24:09,4 (=22)         | 25:49,4       |

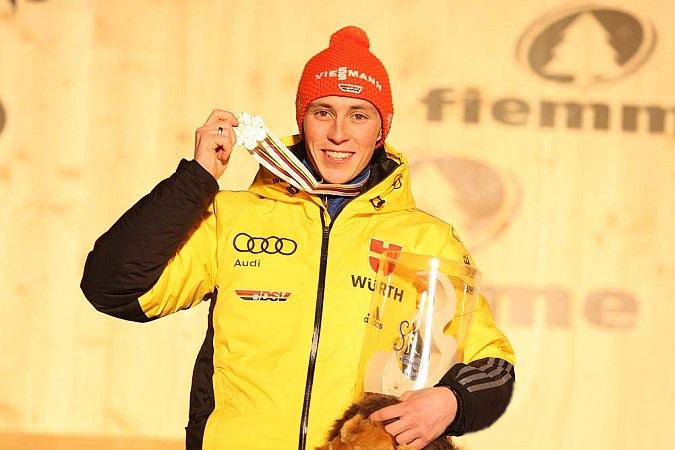
Eric Frenzel Olympiasieger im Wettbewerb von der Normalschanze

Skispringen: 12. Februar 2014, 13:30 Uhr

Hillsize: 106 m / K-Punkt: 95 m
10 km Langlauf: 12. Februar 2010, 16:30 Uhr

Höhenunterschied: 44 m / Maximalanstieg: 35 m
Totalanstieg: 88 m
46 Teilnehmer aus 15 Ländern, davon 45 in der Wertung
Nach dem Springen führte der Deutsche Eric Frenzel das Feld mit einem Sprung auf 103,0 Meter an. Ihm folgten der Japaner Akito Watabe und der Russe Jewgeni Klimow, der später im Langlauf den letzten Platz belegte und mehr als vier Minuten auf den Sieger verlor Der US-Amerikaner Todd Lodwick, der sich im Training vor Sotschi die Schulter ausgekugelt hatte, zog sich im Anschluss an seinen Sprung aus dem Wettkampf zurück.
Frenzel ging als Führender in den 10-km-Langlauf, ließ aber Watabe wegen des nicht allzu großen Abstands kurz nach dem Start heranlaufen. So konnten die beiden Athleten mit wechselnder Arbeit an der Spitze die Verfolgergruppe auf Abstand halten. Rund fünfhundert Meter vor dem Ziel startete Frenzel seine Attacke, setzte sich mit ca. zehn Metern Vorsprung von seinem Begleiter ab und sicherte sich damit olympisches Gold. Watabe gewann Silber, bevor die Verfolgergruppe eintraf. Aus dieser Gruppe hatte der Norweger Magnus Krog die meisten Reserven. Er wurde Dritter knapp vor dem Italiener Alessandro Pittin und seinem norwegischen Teamkollegen Magnus Moan.

## Gundersen-Wettkampf Großschanze / 10-km-Langlauf

### Ausgangssituation
Im Einzel von der Großschanze war der Deutsche Eric Frenzel nach seinem Sieg im Wettbewerb von der Normalschanze ebenfalls der Favorit. Aber er wurde krank und konnte nicht dieselbe Rolle wie im Wettkampf zuvor.

### Ergebnis
| Rang | Land | Athlet              | Springen    | Langlauf              | Endzeit [min] |
| Rang | Land | Athlet              | Pkte. (Pl.) | Nettozeit [min] (Pl.) | Endzeit [min] |
| ---- | ---- | ------------------- | ----------- | --------------------- | ------------- |
| 01   | NOR  | Jørgen Graabak      | 118,4 0(6)  | 22:45,5 (12)          | 23:27,5       |
| 02   | NOR  | Magnus Moan         | 117,8 0(7)  | 22:43,1 (10)          | 23:28,1       |
| 03   | GER  | Fabian Rießle       | 115,1 0(9)  | 22:33,1 0(8)          | 23:29,1       |
| 04   | GER  | Björn Kircheisen    | 113,2 (11)  | 22:26,6 0(4)          | 23:29,6       |
| 05   | AUT  | Bernhard Gruber     | 123,4 0(3)  | 23:16,8 (24)          | 23:38,8       |
| 06   | JPN  | Akito Watabe        | 120,8 0(4)  | 23:06,0 (19)          | 23:39,0       |
| 07   | FRA  | Jason Lamy Chappuis | 120,7 0(5)  | 23:10,9 (22)          | 23:43,9       |
| 08   | GER  | Johannes Rydzek     | 112,7 (12)  | 22:46,4 (13)          | 23:51,4       |
| 09   | NOR  | Håvard Klemetsen    | 127,0 0(2)  | 23:44,0 (26)          | 23:52,0       |
| 10   | GER  | Eric Frenzel        | 129,0 0(1)  | 23:57,9 (30)          | 23:57,9       |
|      |      |                     |             |                       |               |
| 15   | AUT  | Lukas Klapfer       | 109,9 (13)  | 23:03,7 (16)          | 24:20,2       |
| 17   | AUT  | Christoph Bieler    | 106,4 (17)  | 23:03,9 (17)          | 24:33,9       |
| 18   | AUT  | Mario Stecher       | 104,0 (23)  | 22:20,5 0(1)          | 24:44,1       |
| 24   | SUI  | Tim Hug             | 102,3 (25)  | 23:09,5 (21)          | 24:56,5       |

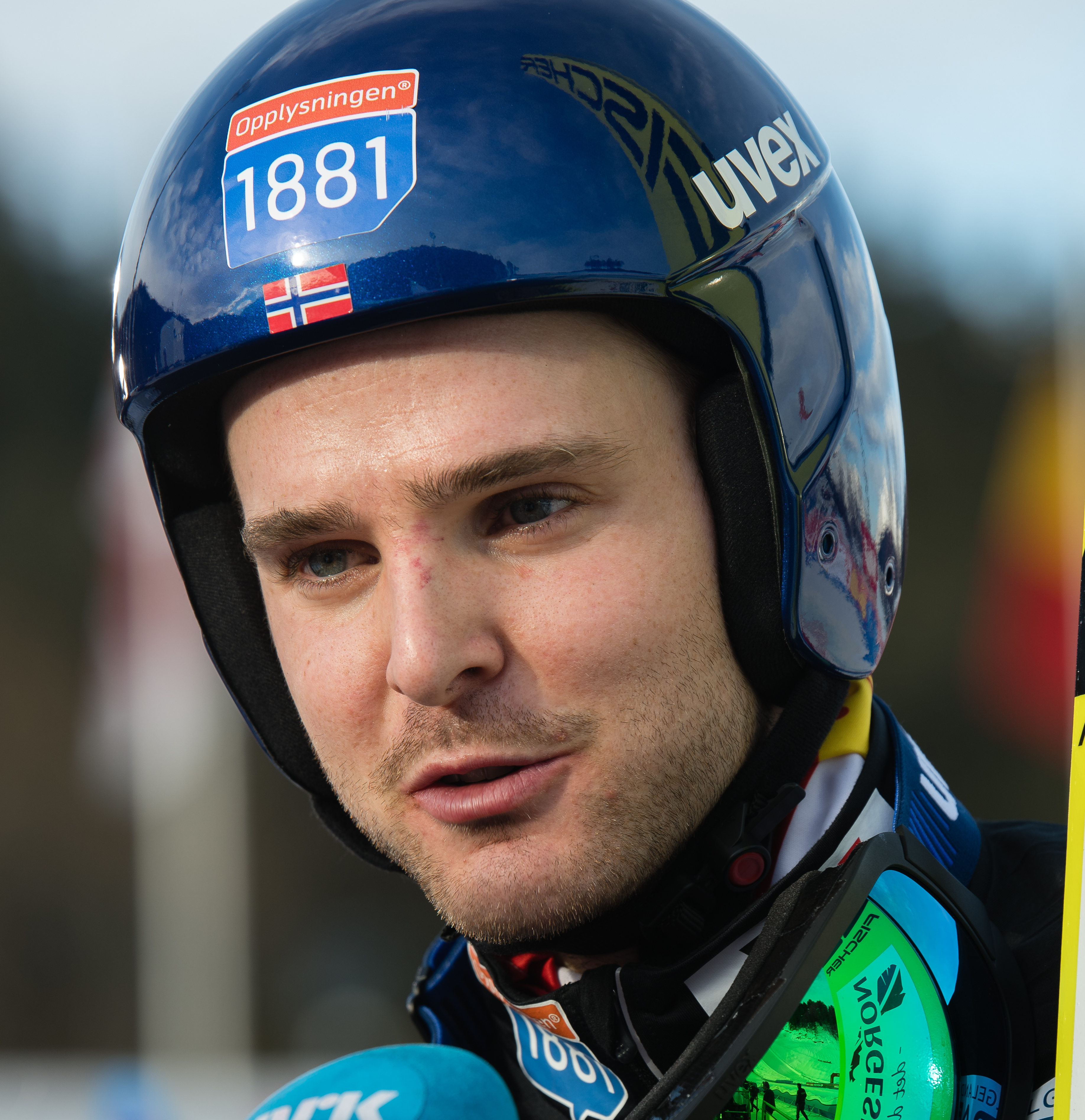
Jørgen Graabak gewann den Wettbewerb von der Großschanze

Skispringen: 18. Februar 2014, 13:30 Uhr

Hillsize: 140 m / K-Punkt: 125 m
10 km Langlauf: 18. Februar 2010, 16:00 Uhr

Höhenunterschied: 44 m / Maximalanstieg: 35 m / Totalanstieg: 88 m
46 Teilnehmer aus 15 Ländern, davon 44 in der Wertung
Trotz seiner Erkrankung trat Eric Frenzel, der Sieger im Wettbewerb von der Normalschanze, zum Wettkampf an. Nach einem Sprung auf 139,5 Metern führte er die Konkurrenz sogar erneut an. Doch im Langlauf konnte er seine Leistung krankheitsbedingt nicht abrufen und belegte am Ende Rang zehn. Zweiter nach dem Springen war der Norweger Håvard Klemetsen vor dem Österreicher Bernhard Gruber. Dahinter folgten der Japaner Akito Watabe sowie die beiden Norweger Jørgen Graabak und Magnus Moan.
Nach dem Start des Rennens über zehn Kilometer bildete sich früh eine Spitzengruppe mit mehreren Sieganwärtern, darunter die drei Norweger Jørgen Graabak, Magnus Krog, Magnus Moan, die Deutschen Fabian Rießle, Björn Kircheisen und Johannes Rydzek, der Österreicher Bernhard Gruber, der Japaner Akito Watabe sowie Jason Lamy-Chappuis aus Frankreich.
Je näher die Gruppe dem Ziel kam, desto härter wurden die Kämpfe um die besten Ausgangspositionen für das Finish. Die drei Deutschen führten die Gruppe ins Stadion und sahen wie klare Sieger aus. Doch in der vorletzten Kurve berührten sich Rießle und Rydzek, die auch untereinander konkurrierten und um den Sieg liefen. Die Norweger nutzten das und stießen nach vorn. So wurde Jørgen Graabak Olympiasieger vor Magnus Moan. Fabian Rießle konnte noch Bronze retten, Björn Kircheisen kam auf den vierten Platz. Dahinter liefen Bernhard Gruber, Akito Watabe, Jason Lamy Chappuis und der durch den Sturz beeinträchtigte Johannes Rydzek ins Ziel.

## Teamwettkampf

### Ergebnis
| Rang | Land        | Athlet                                                               | Springen    | Langlauf              | Endzeit [min] |
| Rang | Land        | Athlet                                                               | Pkte. (Pl.) | Nettozeit [min] (Pl.) | Endzeit [min] |
| ---- | ----------- | -------------------------------------------------------------------- | ----------- | --------------------- | ------------- |
| 01   | Norwegen    | Magnus Moan Håvard Klemetsen Magnus Krog Jørgen Graabak              | 462,8 (3)   | 46:48,5 (1)           | 47:13,5       |
| 02   | Deutschland | Eric Frenzel Björn Kircheisen Johannes Rydzek Fabian Rießle          | 481,7 (1)   | 47:13,8 (3)           | 47:13,8       |
| 03   | Österreich  | Lukas Klapfer Christoph Bieler Bernhard Gruber Mario Stecher         | 476,3 (2)   | 47:09,9 (2)           | 47:16,9       |
| 04   | Frankreich  | Sébastien Lacroix François Braud Maxime Laheurte Jason Lamy Chappuis | 455,2 (4)   | 47:51,3 (6)           | 48:26,3       |
| 05   | Japan       | Hideaki Nagai Yūsuke Minato Yoshito Watabe Akito Watabe              | 433,3 (6)   | 47:25,6 (4)           | 48:30,6       |
| 06   | USA         | Bryan Fletcher Todd Lodwick Taylor Fletcher Bill Demong              | 397,6 (8)   | 47:43,1 (5)           | 49:35,1       |
| 07   | Tschechien  | Pavel Churavý Tomáš Slavík Miroslav Dvořák Tomáš Portyk              | 440,0 (5)   | 47:43,1 (5)           | 49:36,1       |
| 08   | Italien     | Lukas Runggaldier Armin Bauer Samuel Costa Alessandro Pittin         | 383,9 (9)   | 47:54,7 (7)           | 50:04,7       |
| 09   | Russland    | Jewgeni Klimow Nijas Nabejew Ernest Jachin Iwan Panin                | 426,2 (7)   | 51:35,8 (9)           | 52:49,8       |
| DNS  | Finnland    | Janne Ryynänen Mikke Leinonen Eetu Vähäsöyrinki Ilkka Herola         | DNS         |                       |               |

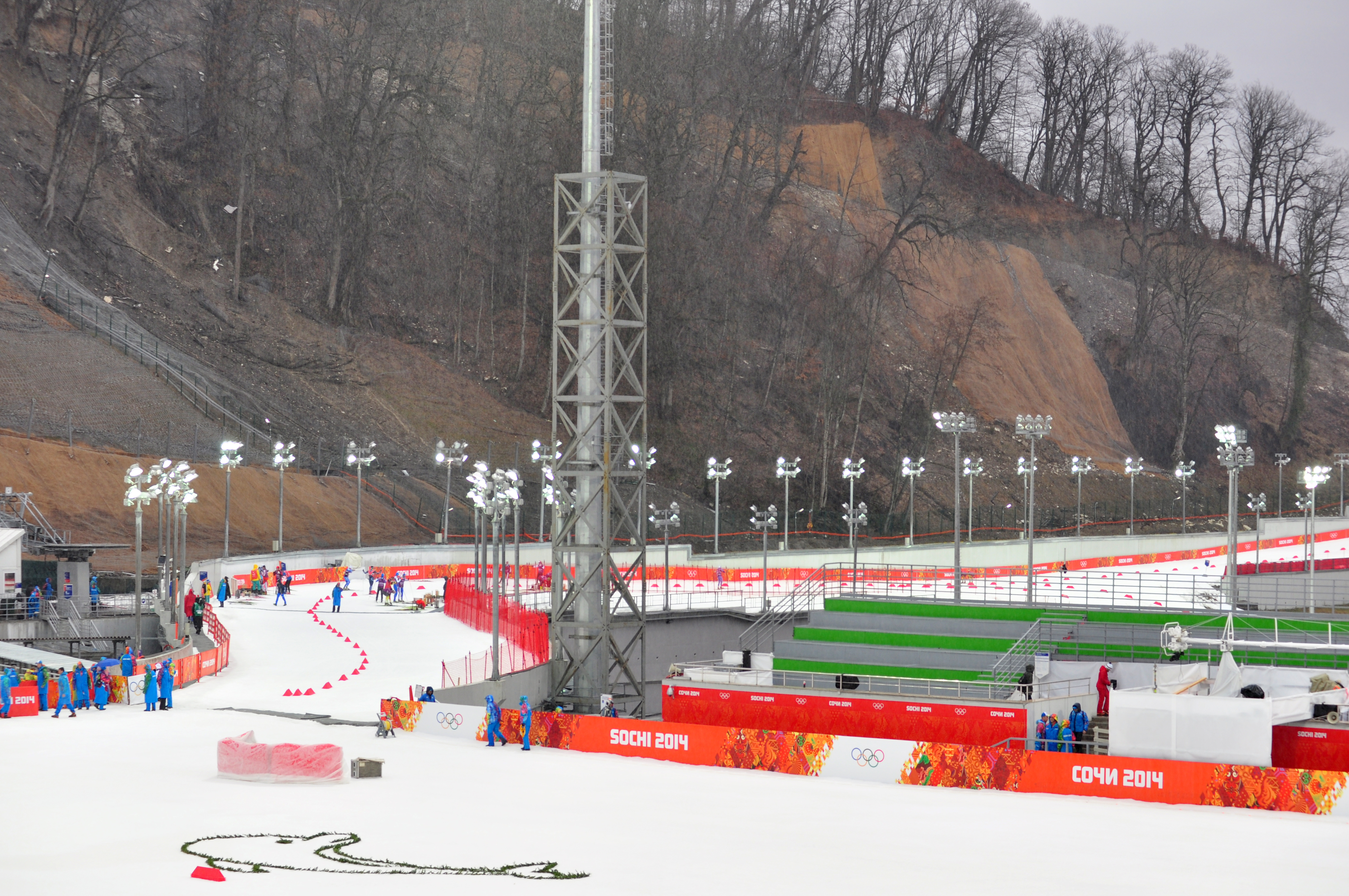
Das Skistadion von Sotschi

Skispringen: 20. Februar 2014, 12:00 Uhr

Hillsize: 140 m / K-Punkt: 125 m
10 km Langlauf: 20. Februar 2010, 15:00 Uhr

Höhenunterschied: 44 m
Maximalanstieg: 35 m / Totalanstieg: 88 m
9 Teams am Start, alle in der Wertung
Finnland verzichtete auf die Teilnahme.
Nach dem Springen von der Großschanze führte Deutschland. Dicht dahinter folgten Österreich und Norwegen Etwas weiter zurück lag Frankreich auf Rang fünf.
Im Staffelrennen schlossen der österreichische Startläufer Lukas Klapfer und der Norweger Magnus Moan nach etwa zwei Kilometern auf den Deutschen Eric Frenzel auf. Diese Situation blieb auch nach den zweiten und dritten Läufern der drei führenden Nationen unverändert. Der Vorsprung auf die Verfolger wuchs dabei stetig an. Keiner der drei Schlussläufer konnte sich auf der Strecke entscheidend absetzen, Norwegen, Österreich und Deutschland kamen fast gleichauf ins Stadion. Die Entscheidung musste nun im Schlussspurt fallen. Jørgen Graabak setzte sich schließlich mit einem Vorsprung von 0,3 Sekunden auf Fabian Rießle durch, sodass Norwegen Gold und Deutschland Silber gewann. Für das österreichische Team mit Schlussläufer Mario Stecher gab es Bronze.

## Videolinks
- Nordic Combined - Men's Individual Normal Hill/10km - Frenzel Wins Gold | Sochi 2014 Winter Olympics , youtube.com. Abgerufen am 24. August 2023
- Nordic Combined - Indv Large Hill/10km - Grabaak Wins Gold | Sochi 2014 Winter Olympics, youtube.com. Abgerufen am 24. August 2023
- Nordic Combined - Team Large Hill/4x5km Relay - Norway Win Gold | Sochi 2014 Winter Olympics, youtube.com. Abgerufen am 24. August 2023